# B. Frank Heintzleman
Benjamin Franklin „Frank“ Heintzleman (* 3. Dezember 1888 in Fayetteville, Pennsylvania; † 24. Juni 1965 in Juneau, Alaska) war ein US-amerikanischer Politiker der Republikanischen Partei und von 1953 bis 1957 Gouverneur des Alaska-Territoriums. Er war Lutheraner.

## Leben
Frank Heintzleman schlug in seiner Heimat Pennsylvania eine berufliche Laufbahn als Förster ein. Nach seinem Abschluss an der Yale School of Forestry im Jahr 1910 trat er in die Dienste des United States Forest Service. Im Auftrag dieser Bundesbehörde war er ab 1918 im Alaska-Territorium tätig, wo er ab 1937 den Posten des Regionalförsters (Regional Forester) innehatte.
1953 wurde Heintzleman von US-Präsident Dwight D. Eisenhower zum Gouverneur des Alaska-Territoriums ernannt. Zu dieser Zeit war die geplante Gründung des Bundesstaates Alaska das beherrschende politische Thema. Heintzleman galt als nur verhaltener Unterstützer des vollen Beitritts zur Union und präsentierte zunächst einen Teilungsplan, wonach der Süden und das Zentrum des Territoriums einen Staat bilden sollten, während der Westen und die arktischen Gebiete weiter Territorialstatus besitzen sollten. Dieses Vorhaben stieß weithin auf Ablehnung. Später allerdings gelang es Heintzleman, einflussreiche Mitglieder der republikanischen Bundespartei für das Vorhaben einer Staatsgründung zu gewinnen.
Nach dem freiwilligen Ausscheiden aus dem Gouverneursamt im Januar 1957 wurde Frank Heintzleman 1959 als „Man of the Year“ der Stadt Juneau geehrt. Die Handelskammer von Alaska zeichnete ihn nach der Staatsgründung als „Outstanding Alaskan“ aus.